# Самаила
Самаила је насељено шумадијско место града Краљева у долини Западног Поморавља, које административно припада Рашком округу. Према попису из 2022. било је 1228 становника.
Овде се налазе ОШ „Петар Николић” Самаила и Железничка станица Самаила.

## Познати мештани
Драган Бисенић, новинар, публициста, некадашњи амбасадор Србије у Египту.

## Демографија
У насељу Самаила живи 1367 пунолетних становника, а просечна старост становништва износи 43,9 година (42,9 код мушкараца и 44,9 код жена). У насељу има 537 домаћинстава, а просечан број чланова по домаћинству је 3,05.
Ово насеље је великим делом насељено Србима (према попису из 2002. године), а у последња три пописа, примећен је пад у броју становника.
|  |

| Демографија | Демографија | Демографија |
| Година      | Становника  | Становника  |
| ----------- | ----------- | ----------- |
| 1948.       | 1.866       |             |
| 1953.       | 1.933       |             |
| 1961.       | 1.963       |             |
| 1971.       | 1.902       |             |
| 1981.       | 1.905       |             |
| 1991.       | 1.783       | 1.764       |
| 2002.       | 1.636       | 1.681       |

| Етнички састав према попису из 2002.‍ | Етнички састав према попису из 2002.‍ | Етнички састав према попису из 2002.‍ | Етнички састав према попису из 2002.‍ | Етнички састав према попису из 2002.‍ |
| ------------------------------------ | ------------------------------------ | ------------------------------------ | ------------------------------------ | ------------------------------------ |
|                                      |                                      |                                      |                                      |                                      |
| Срби                                 | Срби                                 |                                      | 1.608                                | 98,28%                               |
| Црногорци                            | Црногорци                            |                                      | 10                                   | 0,61%                                |
| Хрвати                               | Хрвати                               |                                      | 2                                    | 0,12%                                |
| Словенци                             | Словенци                             |                                      | 1                                    | 0,06%                                |
| Југословени                          | Југословени                          |                                      | 1                                    | 0,06%                                |
| непознато                            | непознато                            |                                      | 14                                   | 0,85%                                |

| Година пописа     | 1948. | 1953. | 1961. | 1971. | 1981. | 1991. | 2002. |
| ----------------- | ----- | ----- | ----- | ----- | ----- | ----- | ----- |
| Број домаћинстава | 358   | 395   | 497   | 532   | 560   | 541   | 537   |

| Број чланова      | 1   | 2   | 3  | 4  | 5  | 6  | 7  | 8 | 9 | 10 и више | Просек |
| ----------------- | --- | --- | -- | -- | -- | -- | -- | - | - | --------- | ------ |
| Број домаћинстава | 109 | 144 | 89 | 85 | 55 | 36 | 14 | 2 | 3 | 0         | 3,05   |

| Пол    | Укупно | Неожењен/Неудата | Ожењен/Удата | Удовац/Удовица | Разведен/Разведена | Непознато |
| ------ | ------ | ---------------- | ------------ | -------------- | ------------------ | --------- |
| Мушки  | 687    | 178              | 432          | 48             | 24                 | 5         |
| Женски | 721    | 110              | 435          | 152            | 20                 | 4         |
| УКУПНО | 1.408  | 288              | 867          | 200            | 44                 | 9         |

| Пол    | Укупно                    | Пољопривреда, лов и шумарство | Рибарство                            | Вађење руде и камена | Прерађивачка индустрија       |
| ------ | ------------------------- | ----------------------------- | ------------------------------------ | -------------------- | ----------------------------- |
| Мушки  | 333                       | 117                           | 0                                    | 1                    | 97                            |
| Женски | 170                       | 82                            | 0                                    | 1                    | 26                            |
| УКУПНО | 503                       | 199                           | 0                                    | 2                    | 123                           |
| Пол    | Производња и снабдевање   | Грађевинарство                | Трговина                             | Хотели и ресторани   | Саобраћај, складиштење и везе |
| Мушки  | 3                         | 27                            | 30                                   | 2                    | 20                            |
| Женски | 2                         | 1                             | 23                                   | 4                    | 5                             |
| УКУПНО | 5                         | 28                            | 53                                   | 6                    | 25                            |
| Пол    | Финансијско посредовање   | Некретнине                    | Државна управа и одбрана             | Образовање           | Здравствени и социјални рад   |
| Мушки  | 0                         | 3                             | 11                                   | 6                    | 3                             |
| Женски | 0                         | 1                             | 3                                    | 3                    | 12                            |
| УКУПНО | 0                         | 4                             | 14                                   | 9                    | 15                            |
| Пол    | Остале услужне активности | Приватна домаћинства          | Екстериторијалне организације и тела | Непознато            | Непознато                     |
| Мушки  | 4                         | 0                             | 0                                    | 9                    | 9                             |
| Женски | 2                         | 0                             | 0                                    | 5                    | 5                             |
| УКУПНО | 6                         | 0                             | 0                                    | 14                   | 14                            |